# Göttinger Stracke

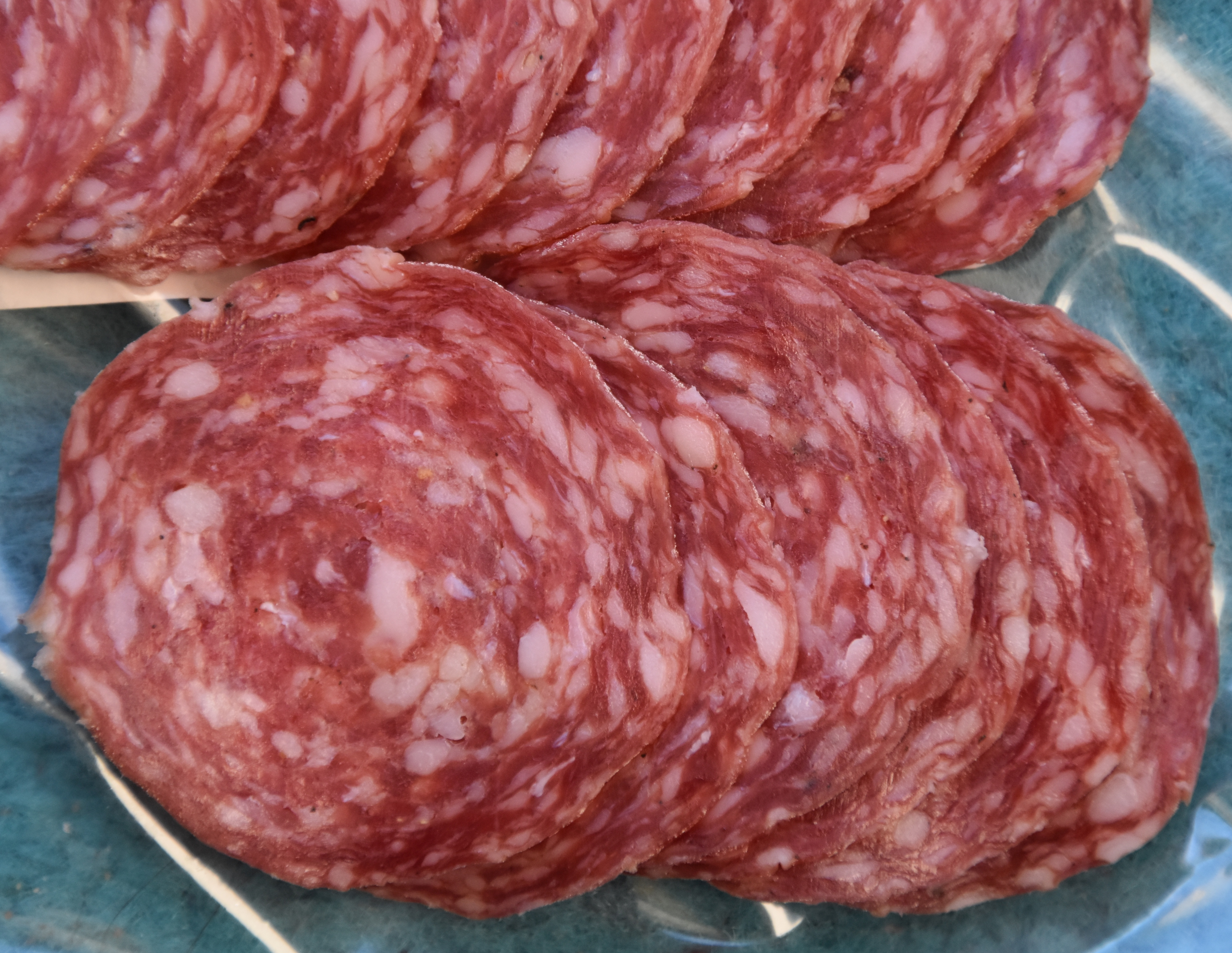
Göttinger Stracke in Scheiben

Die Göttinger Stracke ist eine luftgetrocknete, lange und dünne Rohwurst (auch Mettwurst), die  aus  Schweinefleisch  hergestellt  wird. Sie hat ein gerades und gleichbleibendes Kaliber.

## Geschützte geographische Angabe
Sie besitzt seit 2011 EU-weit eine geschützte geographische Angabe (g.g.A.) und muss deshalb auf dem Stadtgebiet von Göttingen hergestellt werden. Einer der größten Produzenten ist das Göttinger Unternehmen Börner-Eisenacher.

## Verwendetes Fleisch
Der Anteil vom Fleisch von Muttersauen und Borgschweinen (kastrierten männlichen Tieren) muss mindestens 65 % betragen. Dabei darf der Anteil von  Muttersauen 40 % nicht unterschreiten. Der Anteil von Borgschweinen sollte 25 % betragen.